# Jan Balicki
Jan Wojciech Balicki (25. ledna 1869, Staromieście – 15. března 1948, Přemyšl) byl polský římskokatolický kněz a dogmatický teolog. Katolická církev jej uctívá jako blahoslaveného.

## Život

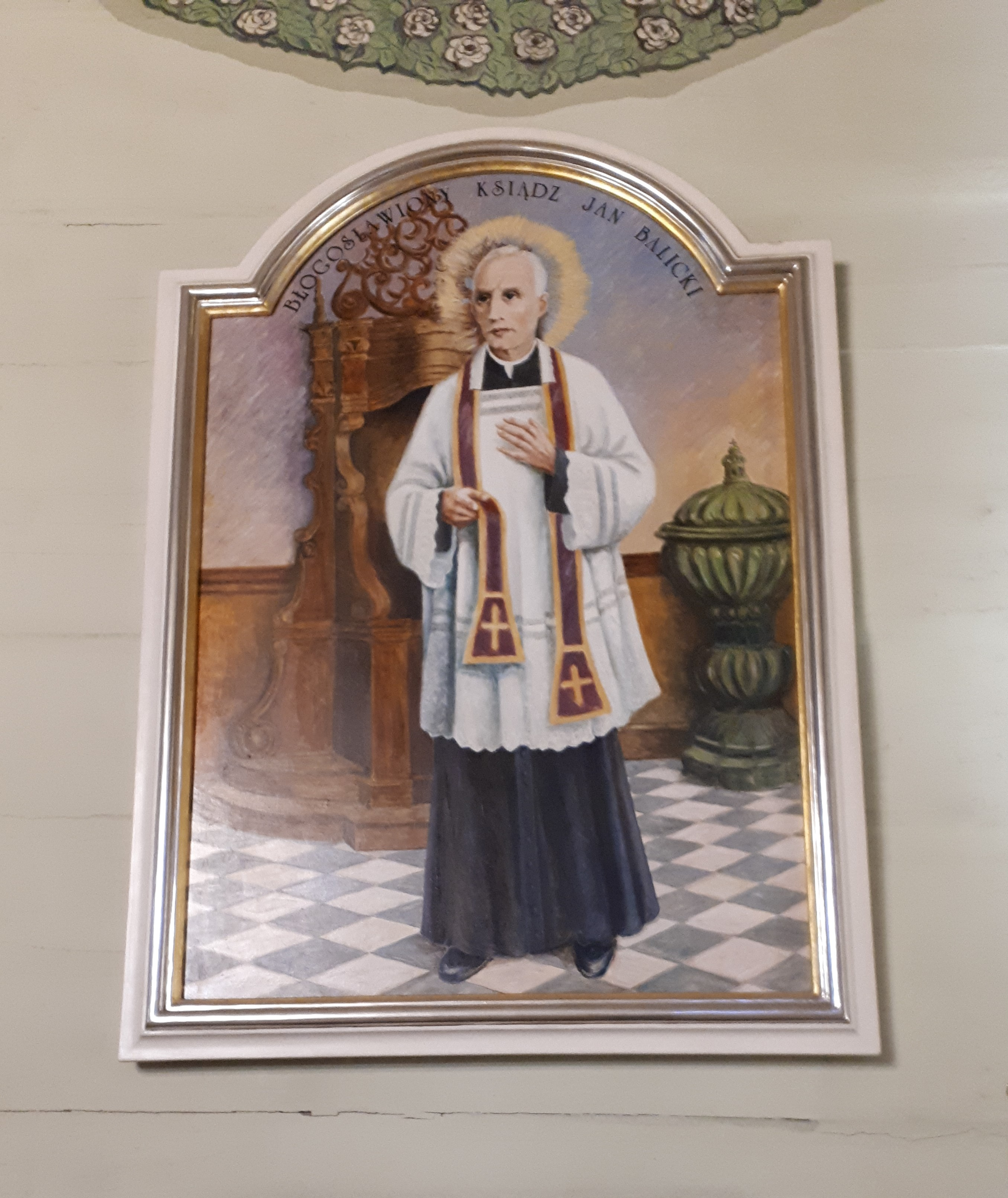
Obraz

Narodil se dne 25. ledna 1869 ve vesnici Staromieście v gmině Lelów Mikołaji Balickimu a Katarzyně rozené Saterlackové. Jeho otec byl řecký katolík, matka římská katolička. Pokřtěn byl 16. března téhož roku v latinském obřadu místním farářem Wincentem Cybulskim. Během svého dětství prošel v letech 1876–1888 studiem na škole v Řešově. Dne 11. června 1888 pak maturoval. Kněžská studia zahájil v září téhož roku na hlavním semináři v Přemyšli.

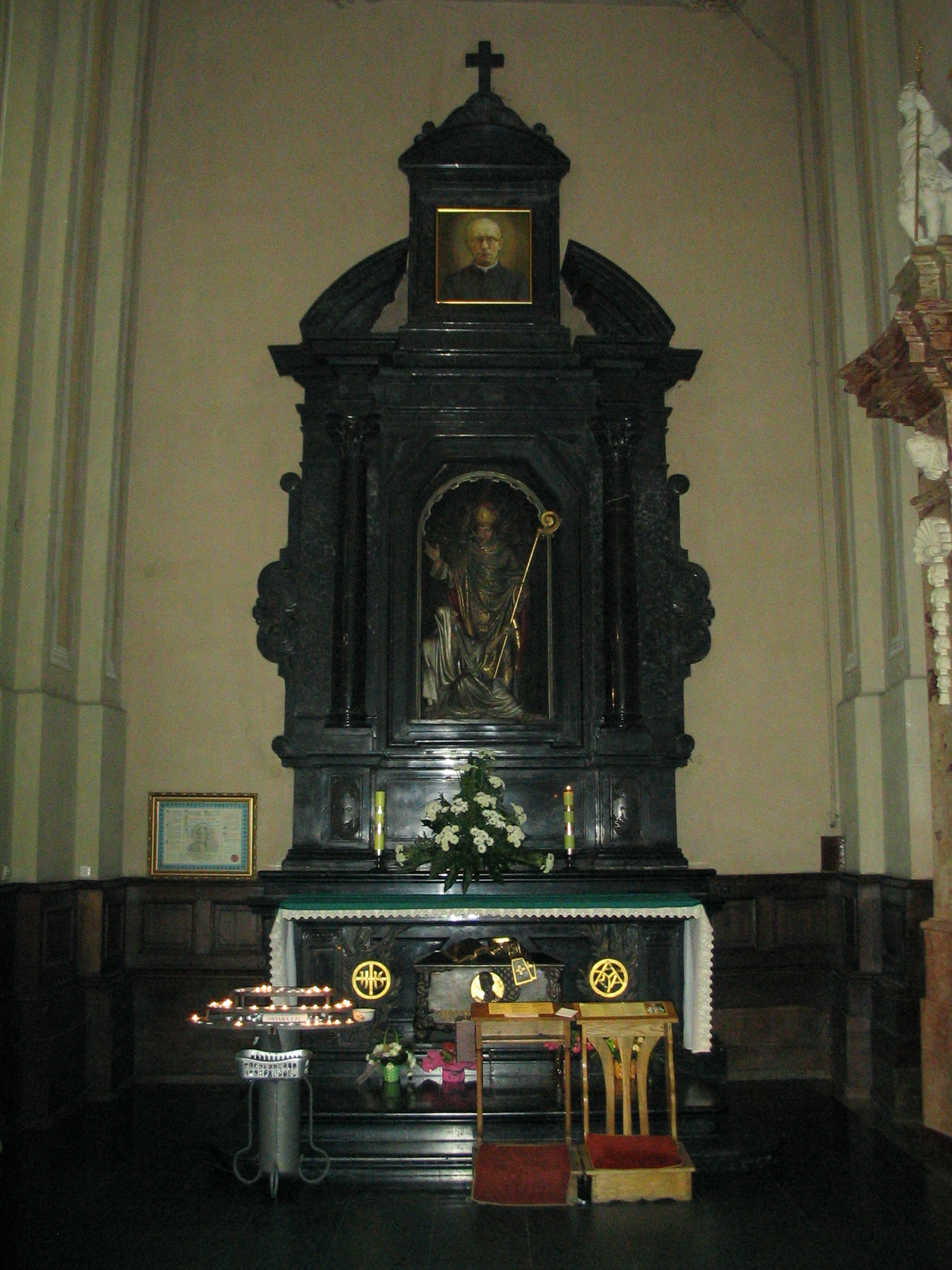
Jeho hrobka v katedrále Nanebevzetí Panny Marie a sv. Jana Křtitele v Přemyšli

Dne 15. července 1892 přijal podjáhenské svěcení a 20. července 1892 byl vysvěcen na kněze pro přemyšlskou diecézi. Svoji primiční mši svatou sloužil v obci Świlcza. Poté jej přemyšlský biskup Łukasz Solecki ustanovil farním vikářem ve farnosti sv. Ondřeje v Polné. Již zde proslul jako dobrý kazatel a zpovědník. Roku 1893 poslán k dalším studiím na Papežské Gregoriánské univerzitě v Římě. Zde získal bakalářský titul z filozofie a kanonického práva a doktorát z teologie, kdy studium zde dokončil roku 1897. Cestou zpět do Polska navštívil poutní místo Lurdy ve Francii.
Po návratu vyučoval dogmatickou teologii na hlavním semináři v Přemyšli, kde dříve studoval. Zde se stal prefektem, prorektorem a nakonec roku 1928 rektorem celého semináře. Měl nadání pro jazyky, kdy se naučil italsky, francouzsky a anglicky a uměl latinsky a německy. Mezi jeho studenty na semináři patřil např. bl. Władysław Findysz.
Roku 1934 rezignoval ze zdravotních důvodů na funkci rektora, na semináři však nadále působil jako zpovědník a duchovní vůdce seminaristů. Byl také zpovědníkem i mimo seminář, kdy často zpovídal v přemyšlské katedrále Nanebevzetí Panny Marie a sv. Jana Křtitele. Vedl lidové misie a duchovní cvičení. Napsal také rozsáhlé pojednání o mystické modlitbě.
V druhé polovině února roku 1948 mu byl diagnostikován oboustranný zápal plic a tuberkulóza v pokročilém stadiu. Na tato onemocnění zemřel v nemocnici v Přemyšli dne 15. března 1948. Pohřben je v přemyšlské katedrále.

## Úcta
Jeho beatifikační proces započal dne 19. června 1982 čímž obdržel titul služebník Boží. Dne 15. prosince 1994 jej papež sv. Jan Pavel II. podepsáním dekretu o jeho hrdinských ctnostech prohlásil za ctihodného.
Blahořečen pak byl dne 18. srpna 2002 v parku Błonia v Krakově papežem sv. Janem Pavlem II.
Jeho památka je připomínána 15. března. Bývá zobrazován v kněžském oděvu.